# Sophia Antipolis Open
Il Sophia Antipolis Open, noto anche come Verrazzano Open per motivi di sponsorizzazione, è stato un torneo professionistico maschile di tennis. Si è giocato sulla terra rossa e faceva parte dell'ATP Challenger Tour. Si sono disputate le sole edizioni del 2017 e 2019 a Sophia Antipolis, in Francia.

## Albo d'oro

### Singolare
| Anno | Campione      | Finalista        | Punteggio     |
| ---- | ------------- | ---------------- | ------------- |
| 2019 | Dustin Brown  | Filip Krajinović | 6–3, 7–5      |
| 2018 | Non disputato | Non disputato    | Non disputato |
| 2017 | Aljaž Bedene  | Benoît Paire     | 6–2, 6–2      |

### Doppio
| Anno | Campioni                       | Finalisti                       | Punteggio     |
| ---- | ------------------------------ | ------------------------------- | ------------- |
| 2019 | Thiemo de Bakker Robin Haase   | Enzo Couacaud Tristan Lamasine  | 6–4, 6–4      |
| 2018 | Non disputato                  | Non disputato                   | Non disputato |
| 2017 | Tristan Lamasine Franko Škugor | Uladzimir Ihnacik Jozef Kovalík | 6–2, 6–2      |